# クロード・ジェルヴェーズ
クロード・ジェルヴェーズ（Claude Gervaise, 1540年以前 - 1558年以後）はルネサンスのフランスの作曲家、編集者、編曲家である。彼は一般に、彼の器楽作品のほか、有名な出版業者であるピエール・アテニャンの関係で主に認識されている。

## 生涯
彼の生涯についてはほとんど研究がなされておらず、ピエール・アテニャン(Pierre Attaingnant)の助手としてパリで活溌な活動をしていた時期のことについてしか詳しいことは分かっていない。彼は1540年ごろ、ピエール・アテニャンのいくつかの器楽の舞曲集のタイトルページに編集者として名を連ね、初めて記録に姿を現す。1551年の終わりごろか1552年にピエール・アテニャンが死去した後、彼は引き続き、ピエール・アテニャンの寡婦で出版業を引き継いだMarie Lescallopier Attaingnantの助手を勤めた。1558年にアテニャンの名の下で最後の出版物を出した後、彼がどこに行ったのかは分かっていない。

## 音楽
現存するクロード・ジェルヴェーズの作品は、シャンソン（その多くを3声と4声が占める）と、器楽音楽（そのほとんどは舞曲である）からなる。彼は宗教音楽をまったく書かなかったようで、その欠如は当時の作曲家としては珍しい。作曲家であるのに加えて彼は器楽音楽の記譜における革新者であったようで、ヴィオラ・ダ・ガンバのための教則本（1548年出版、現在では失われている）において、彼はフランスでヴィオラ・ダ・ガンバのための最初のタブラチュアを作り出したことが知られている。
彼のシャンソンは自由な形式で作曲されており、ほとんどは長い詩（例えばhuitansのような）に曲附けしたものである。彼は1541年に4声のための20曲のシャンソンからなる曲集を刊行した。残りの3声のためのシャンソンは、それ以前の彼の作品の編曲で、これの曲集は1550年に出版された。作曲様式上は、これらは全て1540年代のフランスのシャンソンの技法の典型であり、ポリフォニックだが簡潔である。
彼の器楽音楽は彼の作品の中でも最もよく知られている。彼の音楽はほとんどが4声からなり、踊りを意図したものである。よく使われる主要な形式は、パヴァーヌ、ガイヤルド、ブランルである。ブランルの種類としてクーラント、ゲ、サンプルがある。彼のパヴァーヌの一つ、「パヴァーヌ・パッサメッツォ」("Pavane passemaize")は、当時多用されていた有名なパッサメッツォ・アンティコのバス声部を取り入れている。
フランスの近代音楽の作曲家であるフランシス・プーランクは、彼のいくつかの舞曲を選び、フランス組曲という近代風な編曲作品に仕上げている。
彼の音楽では旋律がとても簡潔であり、その構造はほとんどすべてホモフォニックであり、それは踊りのための理想的な音楽をなしている。